# Pleurapunktion
Die Pleurapunktion oder Thorakozentese ist eine spezielle Punktion in der Medizin. Dabei wird meist nach einer örtlichen Betäubung eine sterile Nadel in die Pleurahöhle, den Spaltraum zwischen Rippenfell und Lungenfell, eingestochen.
Die Methode kann nur durchgeführt werden, wenn sich im Pleuraraum genügend Flüssigkeit befindet. Sie wird aus diagnostischen Gründen (Gewinnung von Untersuchungsmaterial, etwa bei unklarer Ursache einer Pleuraergusses sowie bei Patienten mit Lungenentzündung und Pleuraerguss zum Ausschluss eines Pleuraempyems) oder aus therapeutischen Gründen (Entlastung eines größeren Pleuraergusses, insbesondere bei respiratorischer, die Atmung (akute Atemnot), oder kardialer, mit dem Herzen zusammenhängender, Dekompensation) durchgeführt.
Ist bei einem vorliegenden Pleuraerguss eine Herzinsuffizienz wahrscheinlich, so steht deren leitliniengerechte Behandlung im Vordergrund und eine Pleurapunktion ist nicht angezeigt.

Pleuradrainage nach Pleurapunktion

Die Methode sollte unter Ultraschallkontrolle angewendet werden, um die genaue Lokalisation des Ergusses vor der Punktion zu markieren oder unter dieser thorakalen Sonografie die Punktionsnadel sicher zu positionieren, vor allem um einen in 0,6 bis 6 % der Fälle auftretenden (postpunktionellen) Pneumothorax zu vermeiden. Eine aktuelle Röntgen-Thoraxaufnahme sollte vor der Punktion vorliegen.:S. 377–385, hier: S. 381 f. Der Patient sitzt mit dem Rücken zum Arzt. Vor der Punktion sollte eine örtliche Betäubung in die Haut und an das Rippenfell gespritzt werden. Punktiert wird in aseptischer Technik jeweils knapp über den Oberrand einer Rippe, um eine Verletzung der am Unterrand entlang ziehenden Nerven sowie Lymph- und Blutgefäße zu vermeiden.
Die Probenmenge einer diagnostischen Pleurapunktat beträgt etwa 50 ml, wobei die Verwendung eines Dreiwegehahns empfohlen wird.:S. 381 Eine beidseitige Punktion wird nur im Notfall durchgeführt. Meist wird bei einer Punktion nicht mehr als 1000–1200 ml (bei erwachsenen Menschen maximal 1500 ml:S. 384) abpunktiert, da sonst ein reaktives Lungenödem als Reaktion auf die geänderten Druck- und Volumenverhältnisse entstehen kann.
Die Pleurapunktion, welche bereits im Mittelalter zur Entlastung eines Hämatothorax bekannt war (Wolfram von Eschenbach beschreibt im Parzival eine Thorakozentese, die auch als Perikardpunktion gedeutet wurde), ist, in der Hand eines erfahrenen Arztes, eine einfache und schnelle Methode, um beispielsweise bei ausgedehnten Ergüssen und Atemnot (Luftnot) dem Betroffenen eine Erleichterung zu verschaffen.
Nach etwa zwei Stunden kann eine Röntgenkontrolle zum Ausschluss einer Lungenverletzung angefertigt werden, ist jedoch bei fehlender Symptomatik nicht erforderlich. Eine Beobachtung des punktierten Patienten sollte in jedem Fall aber für ein bis vier Stunden erfolgen, da sich die meisten Pleuraverletzungen nach einer Punktion in diesem Zeitraum bemerkbar machen.:S. 381
Wie bei vielen Punktionen sollte eine ausreichende Blutgerinnung beim Patienten gesichert sein. Der Quick-Wert sollte über 50 % liegen und die Thrombozytenzahl mehr als 50000/µL betragen.

## Mögliche Komplikationen der Methode
- Infektion (bei steriler Nadel und guter Hautdesinfektion geringe Gefahr)
- Verletzung der Lunge mit möglichem Pneumothorax
  - bei großem Erguss selten
  - bei gekammertem Erguss oder bei Punktion im Liegen häufiger (bei bis zu 6 % der Pleurapunktionen[2]:S. 381)
- Verletzung der Leber oder Milz
- Nachblutung (falls möglich erfolgt vor der Punktion eine Überprüfung der Gerinnungsfähigkeit des Blutes. Der INR-Wert sollte kleiner als 1,5 sein[2]:S. 381)
- reaktives Lungenödem
- Verklebungen und Kammerungen eines Ergusses, nahezu regelhaft bei wiederholten Punktionen, wodurch erneute Entleerungen erschwert werden.[2]:S. 384

## Untersuchung des Punktats
Die gewonnene Pleuraflüssigkeit wird zunächst mit bloßem Augen (makroskopisch) untersucht. Hat sie ein milchiges Aussehen, so spricht das für Vorhandensein von Lymphe bei einem Chylothorax (Ansammlung von Lymphflüssigkeit im Brustkorb). Ist Eiter zu sehen besteht ein Pleuraempyem (Ein Zentrifugieren der Flüssigkeit ermöglicht eine genauere Unterscheidung von Chylothorax und Pleuraempyem: die chylöse Flüssigkeit bleibt milchig, während beim Empyem ein klarer Überstand entsteht). Bei einem blutigen Erguss besteht, falls keine Blutung durch die Punktion ursächlich ist, der Verdacht auf eine bösartige Tumorerkrankung.
Bei einer diagnostischen Pleurapunktion werden in der gewonnenen Flüssigkeit meist die Konzentrationen von Lactatdehydrogenase (LDH) und Proteinen bestimmt, um im Vergleich mit den entsprechenden Messergebnissen im Blutserum zwischen Transsudat und Exsudat unterscheiden zu können und um somit eine eingrenzende Zuordnung zu verschiedenen Ursachen zu ermöglichen (Hierzu dienen die Light-Kriterien). Zudem wird die Probe mikroskopisch mittels Gram-Färbung untersucht, eine Blutkultur zum Nachweis von Krankheitserregern angelegt, bei Bedarf ergänzt durch eine Polymerase-Kettenreaktion (unter Verwendung des Gens 16S-rRNA), und es erfolgt die Erstellung eines Differentialblutbildes sowie eine zytologische Beurteilung. Gegebenenfalls werden auch der pH-Wert (bei nichteitriger Pleuraflüssigkeit und Verdacht auf Infektion), die normalerweise dem Blut entsprechende Konzentration von Glukose (erniedrigt etwa bei rheumatoider Arthritis, bei Empyem, Tuberkulose oder maligner Ursache), der bei einem Chylothorax erhöhten Blutfette Triglyceride und (das auch bei einem Exsudat erhöhte) Cholesterin sowie Amylase (bei erhöhter Konzentration Indikator einer akuten Bauchspeicheldrüsenentzündung) gemessen. Bei Verdacht auf einer tuberkulöse Pleuritis erfolgt die Untersuchung auf säurefeste Stäbchen, eine spezielle Blutkultur und die Durchführungen einer Polymerase-Kettenreaktion. Der bei Blutarmut erniedrigte Hämatokrit-Wert sollte bei Verdacht auf einen Hämatothorax ermittelt werden.:S. 378–384